# 安曇追分駅
安曇追分駅（あずみおいわけえき）は、長野県安曇野市穂高北穂高にある、東日本旅客鉄道（JR東日本）大糸線の駅である。駅番号は「30」。
市名は「あづみ」だが、駅名は「あずみ」と表記される（大町市の安曇沓掛駅も同様である）。

## 歴史
1915年（大正4年）の開業当初はアルプス追分駅と名乗っていたが、北アルプスの登山口と間違えて下車する人が多く、また本来の登山口である有明地区からの要望もあって1919年に安曇追分駅に改称した（「信濃追分」は既に信越本線の駅として軽井沢町に所在したため、地域名を冠して「安曇追分」となったが、改称は安曇追分の方が早かった）。
「追分」は千国街道の池田通りと松川通りの分岐点の意味であり、両者は大町市の大町宿付近で合流する。
1926年（大正15年）からは池田鉄道が当駅に乗り入れていたが、1938年（昭和13年）には池田鉄道が廃止となっている。

### 年表
- 1915年（大正4年）11月16日：信濃鉄道のアルプス追分駅として開業[3]。旅客駅[10]
- 1919年（大正8年）7月10日：安曇追分駅に改称[8]。
- 1926年（大正15年）
  - 1月8日：信濃鉄道が全線電化し、旅客列車を電車化[3]。
  - 9月21日：池田鉄道の当駅 - 北池田駅間が開業[4]。
  - 9月30日：一般駅となる[10]。
- 1937年（昭和12年）6月1日：信濃鉄道が国有化され、大糸南線となる[11]。
- 1938年（昭和13年）6月6日：池田鉄道が廃止[5]。
- 1957年（昭和32年）
  - 3月31日：駅前の飲食店で起きた火事が延焼し、駅待合室の天井が焼ける[12]。
  - 8月15日：大糸南線が改称され、大糸線となる[13]。
- 1960年（昭和35年）9月：松本駅 - 信濃大町駅間の貨物列車を電化[14]。
- 1962年（昭和37年）8月15日：貨物の取り扱いを廃止[10]。
- 1982年（昭和57年）2月26日：業務委託駅となる[15]。
- 1984年（昭和59年）2月1日：荷物の扱いを廃止[10]。
- 1985年（昭和60年）10月1日：駅員無配置となり[16]、簡易委託駅となる[17]。
- 1987年（昭和62年）4月1日：国鉄分割民営化により、JR東日本の駅となる[18]。

## 駅構造
島式ホーム1面2線を持つ地上駅である。駅舎とホームは構内踏切で連絡している。
豊科駅管理の簡易委託駅で、安曇野市に駅業務が委託されている。

### のりば
| 番線 | 路線    | 方向 | 行先               |
| ---- | ------- | ---- | ------------------ |
| 1    | ■大糸線 | 上り | 松本方面           |
| 2    | ■大糸線 | 下り | 信濃大町・白馬方面 |

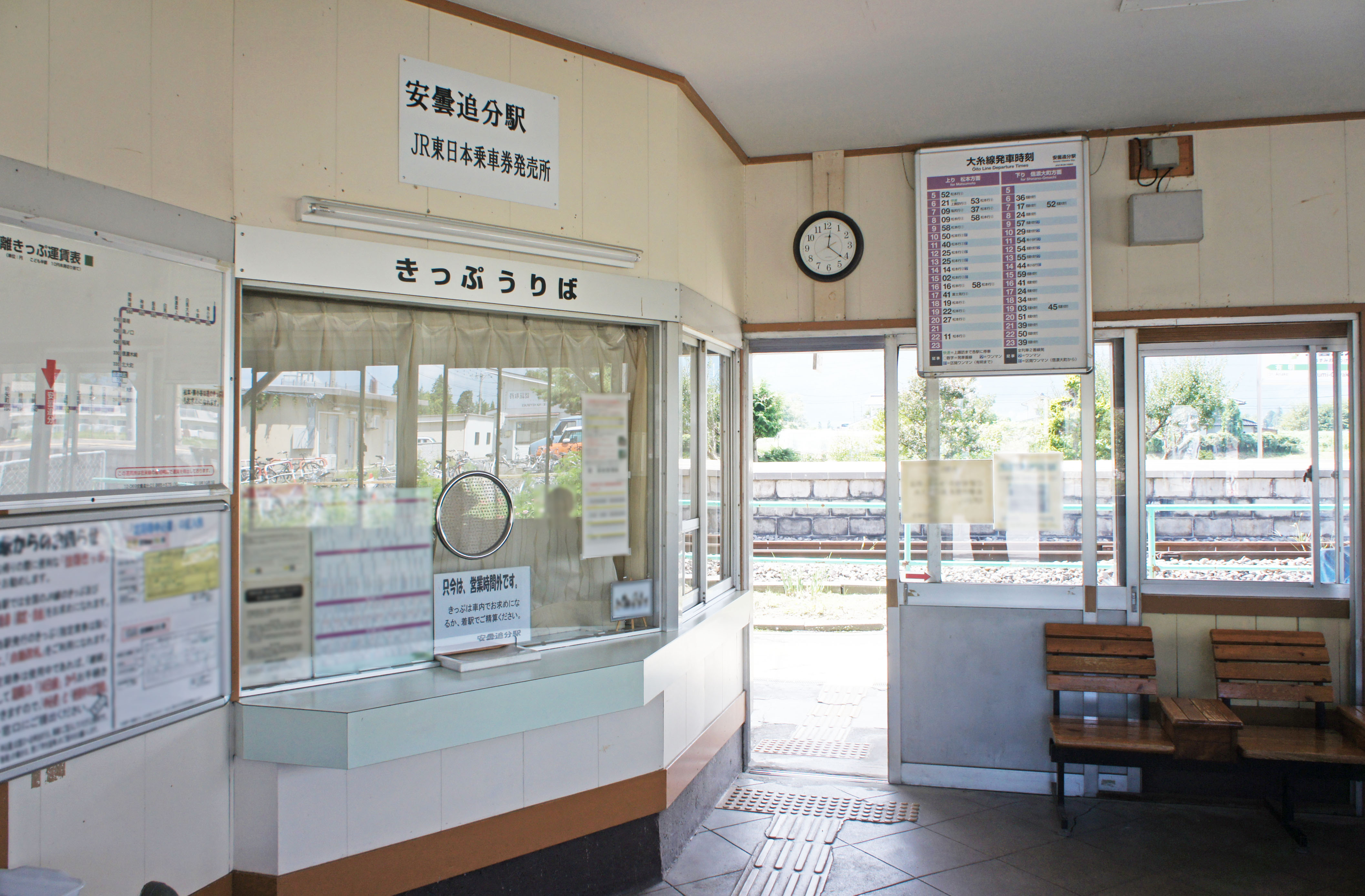
改札口（2021年8月）
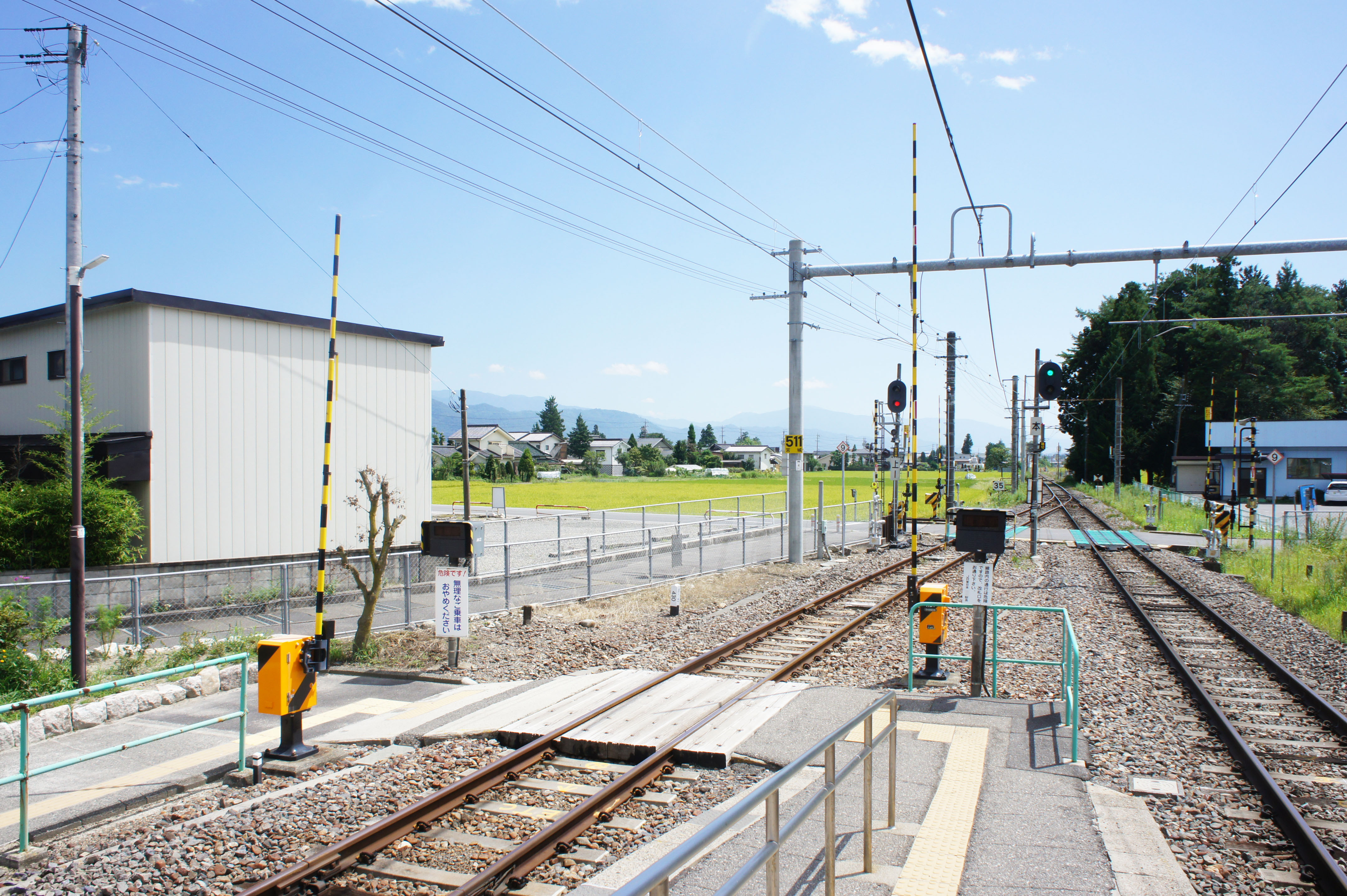
構内踏切（2021年8月）
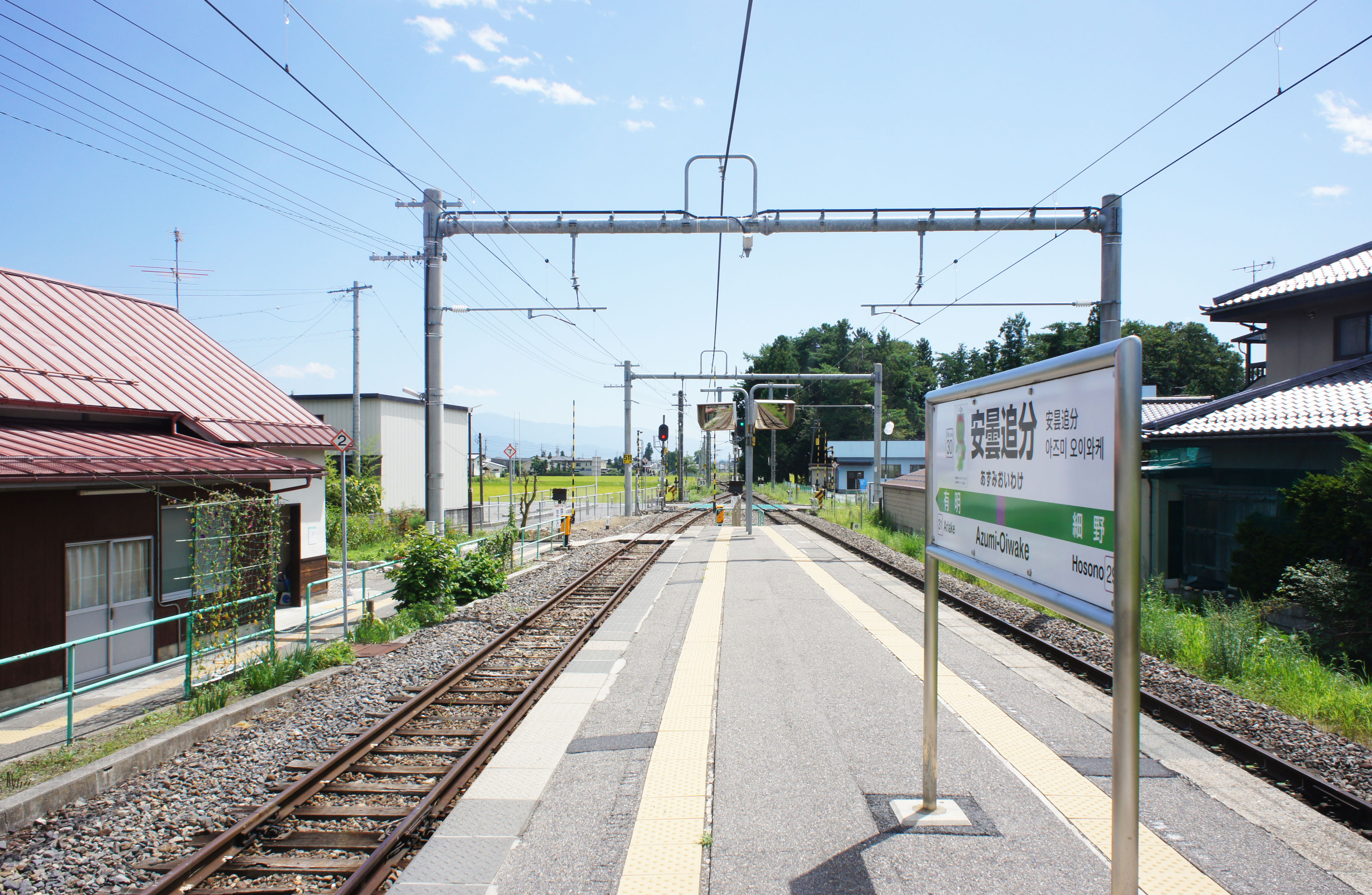
ホーム（2021年8月）

## 利用状況
JR東日本によると、2023年度（令和5年度）の1日平均乗車人員は259人である。
2000年度（平成12年度）以降の推移は以下のとおりである。
| 1日平均乗車人員推移 | 1日平均乗車人員推移 | 1日平均乗車人員推移 | 1日平均乗車人員推移 | 1日平均乗車人員推移 |
| 年度                | 定期外              | 定期                | 合計                | 出典                |
| ------------------- | ------------------- | ------------------- | ------------------- | ------------------- |
| 2000年（平成12年）  |                     |                     | 330                 | [ 利用客数 2 ]      |
| 2001年（平成13年）  |                     |                     | 315                 | [ 利用客数 3 ]      |
| 2002年（平成14年）  |                     |                     | 314                 | [ 利用客数 4 ]      |
| 2003年（平成15年）  |                     |                     | 309                 | [ 利用客数 5 ]      |
| 2004年（平成16年）  |                     |                     | 306                 | [ 利用客数 6 ]      |
| 2005年（平成17年）  |                     |                     | 297                 | [ 利用客数 7 ]      |
| 2006年（平成18年）  |                     |                     | 339                 | [ 利用客数 8 ]      |
| 2007年（平成19年）  |                     |                     | 306                 | [ 利用客数 9 ]      |
| 2008年（平成20年）  |                     |                     | 309                 | [ 利用客数 10 ]     |
| 2009年（平成21年）  |                     |                     | 305                 | [ 利用客数 11 ]     |
| 2010年（平成22年）  |                     |                     | 316                 | [ 利用客数 12 ]     |
| 2011年（平成23年）  |                     |                     | 320                 | [ 利用客数 13 ]     |
| 2012年（平成24年）  | 48                  | 262                 | 310                 | [ 利用客数 14 ]     |
| 2013年（平成25年）  | 49                  | 266                 | 315                 | [ 利用客数 15 ]     |
| 2014年（平成26年）  | 46                  | 244                 | 290                 | [ 利用客数 16 ]     |
| 2015年（平成27年）  | 47                  | 256                 | 303                 | [ 利用客数 17 ]     |
| 2016年（平成28年）  | 46                  | 259                 | 306                 | [ 利用客数 18 ]     |
| 2017年（平成29年）  | 44                  | 263                 | 307                 | [ 利用客数 19 ]     |
| 2018年（平成30年）  | 46                  | 259                 | 306                 | [ 利用客数 20 ]     |
| 2019年（令和元年）  | 47                  | 264                 | 312                 | [ 利用客数 21 ]     |
| 2020年（令和02年）  | 22                  | 250                 | 273                 | [ 利用客数 22 ]     |
| 2021年（令和03年）  | 24                  | 246                 | 271                 | [ 利用客数 23 ]     |
| 2022年（令和04年）  | 24                  | 242                 | 266                 | [ 利用客数 24 ]     |
| 2023年（令和05年）  | 27                  | 232                 | 259                 | [ 利用客数 1 ]      |

一日平均乗車人員（単位：人/日）

## 駅周辺
駅の西側には農地が広がり、出入口は設けられていない。東側の出入口は小さな広場と面しており、そこから国道147号までの短い街路は、かつては商店や宿が建て込んでいたが、近年ではほとんどが住宅となっており、営業している商店は少ない。
- 国道147号
- 県道329号
- 北アルプスパノラマロード（県道306号）
- 穂高川（別名：乳房川）
- 高瀬川
- 征矢野久水彩館
- 鈴ヶ岳学者村
- 北アルプス展望美術館
- 池田町営バス「安曇追分駅前」停留所 - 安曇野線[20]

## 隣の駅
東日本旅客鉄道（JR東日本）
■大糸線
快速（上り1本のみ運転） 
有明駅 (31) ← 安曇追分駅 (30) ← 信濃松川駅 (27)
普通
有明駅 (31) - 安曇追分駅 (30) - 細野駅 (29)

### かつて存在した路線
池田鉄道
安曇追分駅 - 十日市駅

### 記事本文
1. 1 2 3 4 5 6 7 8 9 10  信濃毎日新聞社出版部『長野県鉄道全駅 増補改訂版』信濃毎日新聞社、2011年7月24日、103頁。ISBN 9784784071647。
2. 1 2  『大糸線に「駅ナンバー」を導入します』（PDF）（プレスリリース）東日本旅客鉄道長野支社、2016年12月7日。オリジナルの2016年12月8日時点におけるアーカイブ。2016年12月8日閲覧。
3. 1 2 3  『東筑摩郡松本市塩尻市誌 第三巻 現代下』 東筑摩郡・松本市・塩尻市郷土資料編纂会、1965年。
4. 1 2 3  「地方鉄道運輸開始」『官報』1926年9月28日 - 国立国会図書館デジタルコレクション
5. 1 2 3  「鉄道運輸営業廃止」『官報』1938年6月10日 - 国立国会図書館デジタルコレクション
6. ↑  今尾恵介『消えた駅名』東京堂出版、162頁。ISBN 4-490-20530-9。
7. ↑  小学館『国鉄全線各駅停車・6 中央・上信越440駅』（1983年刊）p.64　より
8. 1 2  「軽便鉄道停留場名改称」『官報』（第2090号）1919年7月23日（国立国会図書館デジタルコレクション）
9. ↑  「1-3 島新田 葺の民家のある屋敷林」『安曇野の屋敷林』（PDF）屋敷林と歴史的まちなみプロジェクト、2011年、12頁。 - 景観あづみの
10. 1 2 3 4  石野哲 編『停車場変遷大事典 国鉄・JR編 II』（初版）JTB、1998年10月1日、208頁。ISBN 978-4-533-02980-6。
11. ↑  大町市史編纂委員会 『大町市史 第四巻 近代・現代』 大町市、1985年9月1日。
12. ↑  「安曇追分駅類燒」『交通新聞』交通協力会、1957年4月2日、2面。
13. ↑  曽根悟（監修）（著）、朝日新聞出版分冊百科編集部（編集）（編）「大糸線・飯山線・篠ノ井線・越後線・弥彦線」『週刊 歴史でめぐる鉄道全路線 国鉄・JR』第9号、朝日新聞出版、2009年9月6日、11頁。
14. ↑  大町市史編纂委員会 『大町市史 第五巻 民俗・観光』 大町市、1984年7月1日。
15. ↑  長野鉄道管理局 編『写真でつづる長野鉄道管理局の歩み』長野鉄道管理局、1987年3月10日、480頁。
16. ↑  「「通報」大糸線安曇追分駅ほか1駅の駅員無配置について（旅客局）」『鉄道公報』日本国有鉄道総裁室文書課、1985年9月13日、2面。
17. ↑  長野鉄道管理局 編『写真でつづる長野鉄道管理局の歩み』長野鉄道管理局、1987年3月10日、357頁。
18. ↑  『交通年鑑 昭和63年版』 交通協力会、1988年3月。
19. 1 2  “JR東日本：駅構内図・バリアフリー情報（安曇追分駅）”.   東日本旅客鉄道. 2025年5月14日閲覧。
20. ↑  “町営バス 安曇野線” (PDF). 池田町営バス | 長野県・あづみ野・池田町.   池田町 (2025年3月18日). 2025年5月14日閲覧。

### 利用状況
1. 1 2  各駅の乗車人員（2023年度） - JR東日本
2. ↑  各駅の乗車人員（2000年度） - JR東日本
3. ↑  各駅の乗車人員（2001年度） - JR東日本
4. ↑  各駅の乗車人員（2002年度） - JR東日本
5. ↑  各駅の乗車人員（2003年度） - JR東日本
6. ↑  各駅の乗車人員（2004年度） - JR東日本
7. ↑  各駅の乗車人員（2005年度） - JR東日本
8. ↑  各駅の乗車人員（2006年度） - JR東日本
9. ↑  各駅の乗車人員（2007年度） - JR東日本
10. ↑  各駅の乗車人員（2008年度） - JR東日本
11. ↑  各駅の乗車人員（2009年度） - JR東日本
12. ↑  各駅の乗車人員（2010年度） - JR東日本
13. ↑  各駅の乗車人員（2011年度） - JR東日本
14. ↑  各駅の乗車人員（2012年度） - JR東日本
15. ↑  各駅の乗車人員（2013年度） - JR東日本
16. ↑  各駅の乗車人員（2014年度） - JR東日本
17. ↑  各駅の乗車人員（2015年度） - JR東日本
18. ↑  各駅の乗車人員（2016年度） - JR東日本
19. ↑  各駅の乗車人員（2017年度） - JR東日本
20. ↑  各駅の乗車人員（2018年度） - JR東日本
21. ↑  各駅の乗車人員（2019年度） - JR東日本
22. ↑  各駅の乗車人員（2020年度） - JR東日本
23. ↑  各駅の乗車人員（2021年度） - JR東日本
24. ↑  各駅の乗車人員（2022年度） - JR東日本